# Janvier 2010

## Faits marquants
- 1er janvier :
  - Asie : lancement de la Zone de libre-échange ASEAN-Chine.
  - UE : l'Espagne prend la présidence tournante de l'Union européenne et succède à la Suède.
  - Cambodge : mandat d'arrêt contre Sam Rainsy, chef de l'opposition.
  - Chine : explosion dans une usine de pétards en Chine : neuf morts et huit blessés[1].
  - Conseil européen : prise de fonction du président du Conseil européen Herman Van Rompuy.
  - Pakistan : attentat-suicide lors d'un match de volley-ball (99 morts (en))[2].
- 2 janvier :
  - Afghanistan : l'Assemblée nationale rejette 17 des 24 ministres proposés par le président Hamid Karzai.
  - Brésil : coulée de boue dans une station balnéaire au Brésil : 35 morts. Ce qui fait un total de 64 morts dans le pays[3].
  - République démocratique du Congo : éruption du Nyamuragira.
  - Danemark : tentative d'assassinat du caricaturiste de Mahomet Kurt Westergaard[4].
  - Inde : trois collisions mortelles distinctes de trains en Inde font 10 morts et 50 blessés[5].
  - Japon : le gouvernement Hatoyama double le prêt accordé à Japan Airlines, qui s'élève désormais à 2,2 milliards de dollars[6].
- 3 janvier :
  - Argentine/Rallye Dakar : lors du premier jour du rallye Dakar, un accident coûte la vie à une spectatrice et blesse trois autres spectateurs, entre la capitale Buenos Aires et la ville de Córdoba.
  - Asie centrale : tremblement de terre au Tadjikistan (magnitude 5,1).
  - Colombie : éruption volcanique du Galeras, contraignant 8 000 personnes à être évacuées.
  - Éthiopie/Érythrée : conflit frontalier entre l'Éthiopie et l'Érythrée (2010) (en): 25 soldats érythréens auraient été tués selon Addis Abebba.
  - Mexique : arrestation du présumé trafiquant de stupéfiants Carlos Beltrán Leyva (en).
  - Pérou : la Cour suprême confirme la condamnation de l'ex-président Alberto Fujimori à 25 ans de prison pour violations des droits de l'homme.
  - Yémen : les États-Unis et le Royaume-Uni ferment leurs ambassades pour raisons de sécurité.
- 4 janvier :
  - Dubaï : inauguration du gratte-ciel Burj Khalifa qui établit un nouveau record de hauteur.
  - Cour internationale de justice : la Serbie porte plainte pour génocide contre la Croatie[7].
- 5 janvier :
  - Slovaquie-Irlande : incident diplomatique après un ratage dans un essai réel de détection d'explosifs, sur le vol Danube Wings Flight V5 8230 (en).
  - Somalie : la FAO suspend ses opérations dans le sud de la Somalie, invoquant des motifs de sécurité.
  - Californie : Google présente officiellement le Nexus One lors d'une conférence de presse à son siège à Mountain View.
  - Yémen : l'ambassade américaine rouvre ses portes après des opérations militaires yéménites contre des membres présumés d'Al-Qaïda.
- 6 janvier :
  - Asie centrale : ouverture du gazoduc Dauletabad–Sarakhs–Khangiran (en) entre le Turkménistan et l'Iran.
  - Japon : naufrage du Ady Gil de la Sea Shepherd Conservation Society, éperonné par un baleinier japonais.
  - Japon : démission du ministre de l'Économie Hirohisa Fujii pour raisons de santé.
- 7 janvier :
  - Argentine : la présidente Cristina Kirchner limoge par un décret d'urgence le président de la Banque centrale, Martín Redrado, ce qui provoque une crise institutionnelle.
  - France : nouveau record historique de consommation électrique de 92 500 MWh à 19 heures.
- 8 janvier :
  - Cabinda : mitraillage du bus de l'équipe du Togo de football se rendant à la Coupe d'Afrique des nations 2010. L'adjoint du sélectionneur et l'attaché de presse sont tués, et neuf personnes, dont deux joueurs, sont blessées. L'attaque est revendiquée par un mouvement armé se battant pour l'indépendance de l'enclave.
  - Guinée : le chef de la junte Sékouba Konaté voyage au Sénégal pour être admis dans une clinique.
  - Palestine : 2 morts et 2 blessés lors d'un raid aérien israélien sur la Bande de Gaza.
  - Portugal: le Parlement adopte en première lecture une proposition de loi autorisant le mariage homosexuel.
- 9 janvier :
  - Guerre d'Afghanistan: mort du journaliste britannique Rupert Hamer (en), du Sunday Mirror. Embedded avec l'armée, son véhicule heurte une mine. En décembre 2009, Michelle Lang (en), du Calgary Herald, avait été tuée dans une attaque.
  - Venezuela : le président Hugo Chávez annonce une dévaluation du bolivar, qui serait la première depuis 2005.
- 10 janvier :
  - Croatie : deuxième tour de l'élection présidentielle, remportée par Ivo Josipović (social-démocrate), avec plus de 60 % des voix, contre le maire de Zagreb Milan Bandić.
  - France : référendum sur l'autonomie de la Guyane et de la Martinique. Victoire du "non". Ces référendums avaient été décidés lors de la grève générale des Antilles de 2009.
  - Conflit israélo-palestinien: trois militants présumés du Jihad islamique tués.
  - Angola : début à Luanda de la 27e coupe d'Afrique des nations (CAN).
- 11 janvier :
  - Afghanistan : un sous-officier de l'armée française a trouvé la mort dans la vallée d'Alasay, au nord-est de Kaboul dans l'attaque de sa patrouille.
  - Chine: essai de missile anti-balistique (en)
  - États-Unis : ouverture du procès Perry v. Schwarzenegger (en) qui vise à contester l'amendement constitutionnel de la Californie interdisant le mariage homosexuel (Proposition 8).
  - Irlande du Nord: le Premier ministre Peter Robinson démissionne, deux mois après l'expulsion de sa femme, Iris Robinson, du Parti démocratique unioniste.
  - No Pants Day: 3 000 personnes enlèvent leur pantalon à New York. D'autres font de même dans plus d'une trentaine de villes dans le monde.
- 12 janvier :
  - Chine : Google rend public l'Opération Aurora, une attaque concertée de pirates informatiques venant de la Chine, et annonce son retrait de la Chine tant que la censure demeure.
  - Cour européenne des droits de l'homme : la CEDH déclare que certaines dispositions du Terrorism Act 2000 du Royaume-Uni violent la Convention européenne des droits de l'homme.
  - Guatemala: une commission de l'ONU affirme que l'avocat Rodrigo Rosenberg (en), mort le 10 mai 2009, aurait engagé des tueurs pour se faire assassiner lui-même, en accusant le président Álvaro Colom Caballeros de l'avoir fait exécuter[8].
  - Haïti : un tremblement de terre de magnitude 7 frappe l'île, suivi d'une seconde secousse le 20 janvier.
  - Iran : Téhéran accuse des organisations dissidentes ou des pays ennemis d'avoir orchestré l'assassinat, le même jour, du physicien nucléaire Masoud Alimohammadi.
  - Mexique : le gouvernement annonce l'arrestation de Teodoro García Simental (en), du cartel de Tijuana.
  - Royaume-Uni: le gouvernement de Gordon Brown dissout l'organisation islamiste Al-Muhajiroun (en) en appliquant des dispositions du Terrorism Act 2000.
- 14 janvier :
  - Mongolie : le président Tsakhiagiin Elbegdorj annonce un moratoire sur la peine de mort.
- 15 janvier :
  - Cour européenne des droits de l'homme : la Russie ratifie le Protocole no 14 de la Convention, ce qui permet sa mise en œuvre et réformera profondément le fonctionnement de la Cour.
  - Tunisie : le président Ben Ali effectue un remaniement ministériel.
  - Venezuela : un séisme de magnitude 5,6 a frappé près de la ville côtière de Carúpano.
  - Plus longue éclipse annulaire du millénaire. La prochaine éclipse aussi longue est prévue pour le... 23 décembre 3043.
- 16 janvier :
  - Allemagne/Microsoft : à la suite de l'attaque de piratage contre Google, le Cabinet Merkel II demande aux citoyens allemands de ne pas utiliser le navigateur web Internet Explorer pour des raisons de sécurité et de protection de la vie privée[9].
- 17 janvier :
  - Chili : le candidat de la droite, Sebastián Piñera, remporte le second tour de l'élection présidentielle contre Eduardo Frei (Concertation, gauche). C'est la première fois depuis le départ de Pinochet que la droite accède au pouvoir.
  - Ukraine: 1er tour de l'élection présidentielle ukrainienne: l'ex-premier ministre Viktor Ianoukovytch en tête (35 %), devant l'actuelle Premier ministre, Ioulia Tymochenko (25 %).
- 18 janvier :
  - Guerre d'Afghanistan: importante attaque des talibans à Kaboul le jour même de l'intronisation des nouveaux ministres du gouvernement Karzai.
  - Birmanie : la Cour suprême juge en dernière instance de la légalité de l'assignation à résidence de la militante des droits de l'homme Aung San Suu Kyi.
  - Bulgarie: la ministre des Affaires étrangères Rumiana Jeleva, candidate à la Commission européenne, démissionne de toutes ses responsabilités et annonce qu'elle cesse toute activité politique. Elle était accusée, notamment par les Verts européens, d'être liée à la mafia russe.
  - Chine: Huang Songyou (en), l'ex-vice-président de la Cour populaire suprême chinoise, est condamné à la prison à perpétuité pour corruption.
  - États-Unis : le Parti démocrate perd la majorité au Sénat, avec l'élection du républicain Scott Brown dans le Massachusetts, qui succède au défunt Ted Kennedy, l'un des principaux soutiens de la réforme du système de sécurité sociale.
- 19 janvier :
  - États-Unis : la Cour suprême annule une décision qui avait suspendu l'exécution de Mumia Abu-Jamal, militant des Black Panthers.
  - Guinée : la junte militaire nomme Jean-Marie Doré premier ministre.
  - Japon : Japan Airlines se place sous la protection de la loi sur les faillites.
  - Turquie/Vatican: Mehmet Ali Ağca, l'ex-membre des Loups gris condamné pour avoir tenté d'assassiner le pape Jean-Paul II, en 1981, est libéré de prison.gauche).
  - États-Unis: le Parti démocrate perd la majorité qualifiée de 60 sièges au Sénat, avec l'élection du républicain Scott Brown dans le Massachusetts, qui succède au défunt Ted Kennedy, l'un des principaux soutiens de la réforme du système de sécurité sociale.
- 20 janvier :
  - Nigeria : l'armée reprend le contrôle de Jos après les émeutes qui auraient fait près de 500 morts.
  - Pays-Bas : le politicien d'extrême-droite Geert Wilders est jugé pour « incitation à la haine raciale ».
  - Viêt Nam : l'avocat Le Cong Dinh (en), « prisonnier de conscience » d'Amnesty International, est condamné à 5 ans de prison pour « subversion ».
  - Microsoft fait un correctif pour Internet Explorer 6 à la suite de critiques de Paris et Berlin.
- 21 janvier :
  - Angola : le Parlement approuve une nouvelle Constitution qui abolit l'élection présidentielle directe.
  - États-Unis : arrêt Citizens United v. Federal Election Commission de la Cour suprême, qui élargit les possibilités de financement par toute entreprise des campagnes électorales.
  - Afghanistan : les élections parlementaires, prévues pour mai 2010, sont repoussées à septembre 2010.
- 24 janvier : Guatemala : arrestation de l'ancien président Alfonso Portillo (2000-2004), accusé de détournements de fonds pendant son mandat.
- 25 janvier :
  - Haïti : Conférence de Montréal à la suite du tremblement de terre à Haïti.
  - Irak : exécution de l'ex-ministre Ali Hassan al-Majid, dit « Ali le Chimique ».
  - Venezuela : démission du vice-président Ramon Carrizalez.
  - Aviation/Accident : le vol 409 Ethiopian Airlines s'écrase au large de Beyrouth[10].
- 27 janvier :
  - États-Unis : discours sur l'état de l'Union du président Barack Obama, qui annonce qu'il faut réformer la finance à la suite de la crise financière de 2008.
  - États-Unis-Suisse : la Suisse annonce qu'elle suspend l'accord de coopération d'août 2009 visant à lever le secret bancaire de citoyens américains accusés d'évasion fiscale.
  - Davos : le président Nicolas Sarkozy ouvre le Forum économique mondial, affirmant également qu'il faut réformer la finance.
  - Allemagne : atteint d'un cancer, Oskar Lafontaine démissionne de la direction de Die Linke (gauche) et du Bundestag.
  - France : essai réussi du tir du missile nucléaire stratégique M51.
  - Honduras : Pepe Lobo est investi président du Honduras. Élu en novembre 2009 au cours d'élections non reconnues par l'Union européenne et par le Mercosur, il succède au président de facto Roberto Micheletti, qui avait renversé en juin 2009 Manuel Zelaya par un coup d'État.
  - Sri Lanka : élection du président sortant Mahinda Rajapakse, qui bat l'ex-chef des armées Sarath Fonseka.
  - Belgique : effondrement d'un immeuble soufflé par le gaz à Liège faisant 14 morts.
- 28 janvier :
  - Afghanistan : conférence à Londres sur l'avenir du pays en guerre depuis 2001, en présence du président Hamid Karzai et de près de 70 pays.
  - États-Unis : le président de la Fed, Ben Bernanke, est reconduit par le Sénat.
  - France : verdict du procès de l'affaire Clearstream: Dominique de Villepin est acquitté.
  - Iran : exécution de deux personnes, accusées d'avoir pris part aux protestations postélectorales iraniennes de 2009. L'une, Mohammad Reza Ali Zammani, serait monarchiste, l'autre, Aresh Rahmanupour, proche des Moujahidins du peuple.
  - Astronomie : alignement du Soleil, de la Terre et de la planète Mars.
- 29 janvier :
  - Argentine : le président de la Banque centrale, Martín Redrado, qui refusait le décret d'urgence de Cristina Kirchner l'ayant démis de ses fonctions début janvier, démissionne finalement.
  - États-Unis/Taïwan: Washington approuve un contrat de vente d'armes d'un montant de 6 milliards de dollars.
- 30 janvier :
  - Italie : vives protestations de la magistrature contre les réformes de la procédure judiciaire prévues par Silvio Berlusconi.
  - Tunisie : le journaliste Taoufik Ben Brik, « prisonnier de conscience » selon Amnesty International, perd en appel et est condamné à six mois de prison.
- 31 janvier :
  - Nigeria : le Mouvement pour l'émancipation du delta du Niger annonce la fin de son cessez-le-feu unilatéral.

## Événements
- 1er janvier :
  - Revalorisation du SMIC de 0,5 % en France.
  - Simplifications des formalités administratives à remplir dans les mairies et les préfectures pour renouveler les documents administratifs, notamment passeports et cartes d'identité, en France.
  - L'Espagne prend la présidence tournante de l'Union européenne et succède à la Suède. Entrée en vigueur définitive du traité de Lisbonne après la ratification du texte par les 27 États membres de l'Union européenne.
- 4 janvier :
  - La Burj Khalifa à Dubaï, est inaugurée. Elle établit un nouveau record de hauteur, culminant à 828 m.
- 5 janvier :
  - Augmentation de 1,9 % des tarifs TGV de la SNCF due elle-même à l'augmentation des tarifs des péages de RFF.
- 10 janvier :
  - Martinique et Guyane : un référendum sur les institutions est organisé.
  - Coupe d'Afrique des nations en Angola (fin le 31 janvier).
- 12 janvier : tremblement de terre à Haïti causant plus de 100 000 morts et blessés.
- 15 janvier :
  - Éclipse solaire annulaire dans l'océan Indien et en Afrique visible dans les Maldives, le Congo, l'Ouganda, le Kenya, le Sud-Est de l'Inde, le Sri Lanka, le Myanmar, le centre de la Chine. La plus longue du millénaire.
- 17 janvier
  - 1er tour de l'élection présidentielle ukrainienne
- 24 janvier :
  - Les élections présidentielles et législatives en Palestine, initialement prévues à cette date, sont reportées sine die.
- 30 janvier :
  - Royal Rumble 2010.

## Culture

### Cinéma

#### Films sortis en France en janvier 2010
- 6 janvier :
  - Agora
  - Bliss
- 13 janvier :
  - Invictus
- 27 janvier :
  - La Princesse et la grenouille

## Sport
- 31 janvier - Euro 2010 : la France devient championne d'Europe en handball face à la Croatie sur un score de 25-21.